# Oilton
Oilton – jednostka osadnicza w Stanach Zjednoczonych, w stanie Teksas, w hrabstwie Webb.